# Семёновское (Торжокский район)
Семёновское — деревня в Торжокском районе Тверской области. Входит в состав Борисцевского сельского поселения.

## География
Пригородная деревня, находится на выезде на юг из города Торжка по автодороге «Торжок—Высокое—Берново—Старица». Южнее проходит железнодорожная линия Торжок — Соблаго, в 1 км от деревни станция «Торжок-Южный».

## История
Погост Семеновский, или, как слывет у народа, "Святой Семен" весьма древнее селение; оно известно было в XI столетии. Из жития преподобного Ефрема Новоторжскаго чудотворца видно, что он, прежде основания в Торжке Борисоглебского монастыря, поселился на высоком берегу реки Тверцы, и здесь устроил странноприимницу, в которой принимал странников, путешественников, торговых людей, отправлявшихся в великий Новгород, и кормил их даром (угощал); отсюда будто-бы и местность, где учредил преподобный Ефрем странноприимницу, получило наименование "Дорогощи", и впоследствии погост Семеновский стал называться Семеновским, что на Дорогощи. Неизвестно, когда на месте странноприимницы преподобным Ефремом учрежден был мужской монастырь, в котором храм был посвящен памяти преподобного Симеона столпника, отсюда и народное наименование его "Святым Симеоном". О сем монастыре упоминается под 1537 г., когда в нем был игуменом Киприан. Кроме Киприана у Строева (Списки настоятелей) упоминаются в Симеоновском монастыре, что на Дорогощи, игумен Исаия 1551 г. и строитель Арсений Тархов с 1637 по 1659 г. В 1689 г. Симеоновский монастырь по грамоте царей Иоанна и Петра Алексеевичей и царевны Софии, со всеми угодиями и землями был приписан к Новоторжскому Борисоглебскому монастырю. В 1721 г. Симеоновский монастырь был закрыт и бывшия в нем церкви (Похвалы Божиея Матери и преподобного Симеона Столпника) обращены в приходские для погоста Семеновскаго, что на Дорогощи, каковым именем называется здесь протекающий ручей. Памятниками прежде существовавших в этом погосте деревянных церквей на восточной стороне от нынешней церкви остались две небольшие кирпичные, покрытые железом, часовни (каплицы), не в близком расстоянии одна от другой находящияся. Каменная церковь построена в 1782 году на средства прихожан; в ней было три престола - главный посвящен иконе Похвалы Божией Матери, а приделы в теплой трапезной преподобному Симеону Столпнику (правый) и святителю Николаю чудотворцу (левый).
Во второй половине XIX — начале XX века село Семёновское — центр прихода Новоторжской волости Новоторжского уезда Тверской губернии. В 1884 году — 41 двор, 266 жителей.
В 1997 году в деревне Семёновское 131 хозяйство, 318 жителей.

## Население
| 1859 | 1884 | 1997 | 2002 | 2010 |
| ---- | ---- | ---- | ---- | ---- |
| 214  | ↗266 | ↗318 | ↗382 | ↘379 |

## Достопримечательности
В деревне расположена действующая Церковь Симеона Столпника (1782).